# Vatov upor
Vatov upor je bil obsežen protikrščanski upor, ki ga je na Ogrskem leta 1046 vodil župan Vata. Zaradi upora je padla vladavina kralja Petra Orseola, kristjani in tuji vitezi so zaradi njega utrpeli mnoge izgube. Uporniki in del plemstva so na Ogrsko povabili Vazulove sinove, od katerih je bil za kralja izbran Andrej. Andrej je pogansko vstajo hitro zatrl.

## Vzroki za začetek upora
Vatov upor je izbruhil zaradi več vzrokov:
- utrjevanje krščanstva. V letih pred  začetkom Vatovega upora je na Ogrskem prihajalo do širjenja krščanstva. Ogrski vladar Štefan I. je ustanovil več cerkva in samostanov[1][2] Določil je, da mora vsakih deset naselij na kraljeve stroške postaviti cerkev, za opremo in delovanje pa je morala poskrbeti cerkvena oblast.[3] Z grožnjo kazni je določil , da je obiskovanje cerkve obvezno in je prepovedal delo ob nedeljah.[3]
- izčrpanost ogrske krščanske gosposke zaradi bojev za oblast.[4] Leta 1041 je upor plemstva pod vodstvom Sámuela Abe zrušil oblast Petra Orseola.[5] Toda tudi Sámuel Aba ogrske politike ni uspel poenotiti in se je moral soočati z uporniki.[6] Preživeli uporniki so za pomoč prosili Henrika III., ki je leta 1044 vdrl na Ogrsko, pri Ménfőju premagal Sámuela Abo, ki so ga na begu prijeli in ubili.[6] V vojni leta 1044 je domača krščanska gosposka zelo oslabela, zato ni mogla preprečiti prebujanja poganskih strasti.[7]
- odpor do tujih političnih vplivov. Madžare je zmotilo, da je Štefan I. za svojega naslednika izbral Petra Orseola, ki je na Ogrsko leta 1038 prispel iz Benetk in je kljub madžarskim koreninam veljal za tujca, poleg tega pa se je Orseolo pri vladavini opiral na tujce.[5] Zaradi upora Sámuela Abe se je Orseolo umaknil k cesarju Henriku III. in ga prosil za pomoč.[6] Ko je Henrik III. leta 1044 pomagal zrušiti vladavino Petra Abe, je Petra Orseola osebno postavil za ogrskega kralja, v zameno pa je slednji Henriku prisegel vazalno zvestobo.[8][6] Zvestoba rimskemu cesarju in njegovo tuje spremstvo so v mnogih Madžarih še dodatno spodbudili poganska čustva, ki so nato na plano privrela v uporu leta 1046.[8]
- odpor med delom plemstva, ki so v novih fevdalnih odnosih izgubljali svoje pravice.

## Potek Vatovega upora
Upor je vodil Vata (oziroma Vatha), razlastninjeni rodovni poglavar. Uporniki so se vrnili k poganskim običajem-  Vata si je tako obril svojo glavo, uporniki pa so pričeli ponovno uživati konjsko meso. Uživanje konjskega mesa je bilo  pri kristjanih namreč prepovedano že od Gregorja III.. Kščanske cerkve in samostani so bili opustošeni, krščanska duhovščina pa preganjana in mnogi duhovniki so izgubli življenje. V uporu je bil ubit tudi škof Gellért iz Csanáda, ki velja za prvega cerkvenega pisca na Madžarskem. Gellérta so uporniki vrgli iz griča, ki se v današnji Budimpešti imenuje po njem. Prav tako so uporniki pobili številne tuje viteze.
Uporniki so pozvali Vazulove sinove (Levente, Béla in Andrej) k povratku. Zbrana množica je od treh princev zahtevala obnovitev poganstva, pri čemer se je k poganstvu najbolj nagibal najstarejši sin Levente. Toda pravi namen številnih velikašev ni bila odprava krščanstva, ampak obnova ogrske samostojnosti v krščanskem svetu. Velikašem in duhovščini je med Vazulovimi sinovi zaradi tega bolj ustrezal kršanski Andrej. Andrej je kot izbrani kandidat za novega kralja pred uporniki pristal na obnovo poganstva,  V resnici pa je ostal kristjan in je hotel svojo oblast utrditi s pomočjo krščanske duhovščine. Andrej, ki je sprva hlinil razumevanje do upornikov, je porazil dotedanjega kralja Petra Orseola, ki ga je dal oslepiti, potem pa je nemudoma strl tudi same upornike.

## Posledice Vatovega upora
Vatov upor je navdihnil še en neuspel poganski upor leta 1061, ki ga je vodil Vatin sin János  János je okrog sebe uspel zbrati mnoge vrače in ostale madžarske pogane. Posledica Vatovega upora je bila tudi ta, da je novi kralj Andrej lažje odbil nemške vojaške napade.